# Södermanlands runinskrifter Sb1965;12
Södermanlands runinskrifter Sb1965;12 är en vikingatida runsten av rödgrå granit vid Tumbo kyrka, Tumbo socken och Eskilstuna kommun. Runstenen är 1,35 meter hög, cirka 0,4 meter bred samt cirka 0,25 meter tjock. Runhöjden är 5-9 centimeter. Stenen har legat under kyrkgolvet men plockats fram och rests vid kyrkogårdsmuren.

## Inskriften
Translitterering av runraden:
: ormr : auk : faskr : auk : þora :· litu : raisa : at : uifa : brour : sin :
Normalisering till runsvenska:
Ormʀ ok Fastgæiʀʀ/Fastgærðr/Fauskʀ ok Þora letu ræisa at Vifa, broður sinn.
Översättning till nusvenska:
Orm och Fastgeirr/Fastgerðr/Fauskr och Tora lät resa (stenen) efter Vifa, deras broder.